# Maršov u Úpice
Maršov u Úpice é uma comuna checa localizada na região de Hradec Králové, distrito de Trutnov‎.